# Afuá
Afuá est une municipalité brésilienne située dans l'État du Pará. Ses canaux et maisons sur pilotis l'ont fait connaitre comme la "Venise de l'Ile de Marajó".
La commune d'Afuá possède une végétation côtière typique de la région du delta du fleuve Amazone, avec une prédominance de forêts inondables - várzeas et igapós. Le Parc d'Etat Charapucu est une unité de protection de l'État du Para qui englobe près de 65 000 hectares de milieux naturels bien préservés et d'une grande beauté.
La ville d'Afuá - à ne pas confondre avec la municipalité, beaucoup plus étendue - s'est développée le long des rives des fleuves Cajuuna, Afuá et Marajozinho. Elle est née autour de l'église catholique de N. Sr.ª da Conceição, sur des terres cédées par Micaela Ferreira, à la fin du XIXe siècle. Elle reste fortement liée aux fleuves à travers la pêche, le loisir, et l'utilisation comme voie de transport. Elle est de taille modeste : jusqu'aux années 2000, Afuá était peuplée d'environ 10 000 habitants. Son nom de "Venise Marajoara" ou "Venise Amazonienne" lui a été donné par la mairie ou certains annonceurs. La cité élève ses maisons sur pilotis au-dessus de l'eau. En raison de ces caractéristiques, la circulation motorisée est interdite dans la ville, les déplacements se font massivement en vélo, ce qui en fait une ville agréable à vivre. Cependant, depuis les années 1990 en raison de l'exode rural, une occupation illégale et anarchique de terrain est source de graves troubles sociaux.